# Големи Станчовци
Големи Станчовци е село в община Трявна, област Габрово.

## География
Намира се в планински район.

## Други
В селото има 28 къщи. Няма постоянно живеещи жители. Имало е обществена сграда, читалище, в което децата са учели до 4-ти клас. Няма стационарни телефони. Хващат се почти всички Велико-Търновски радиа и свободните телевизии. Няма водопровод и канализация.